# Miniaturpark der Leuchttürme
Koordinaten: 54° 5′ 0″ N, 15° 4′ 0″ O

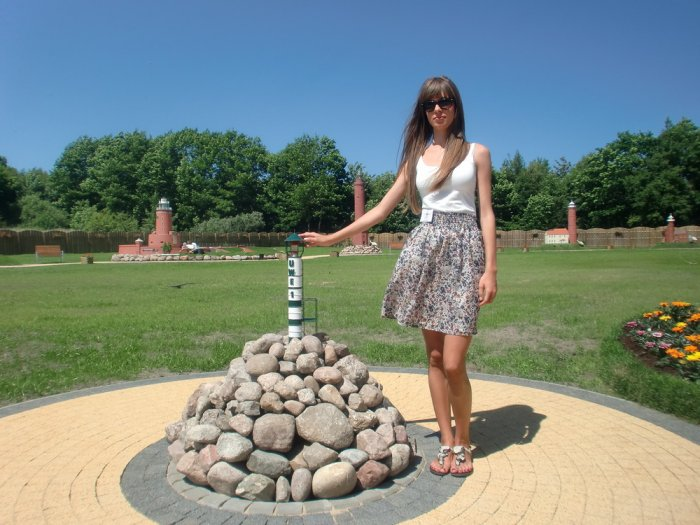
Hornsund

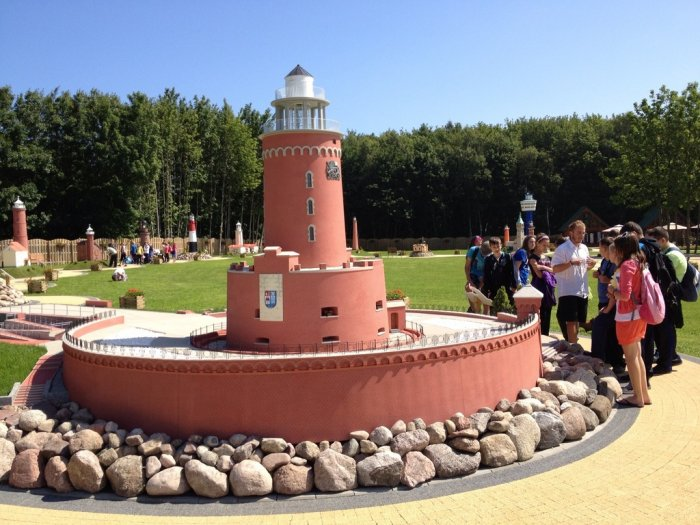
Kołobrzeg

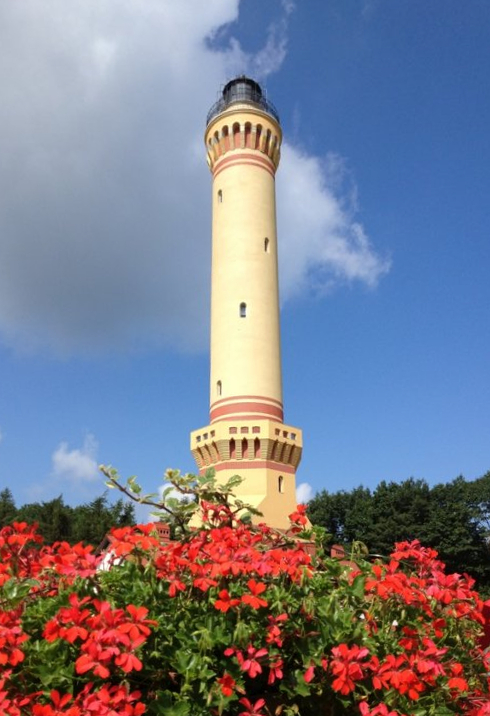
Świnoujście

Der Miniaturpark der Leuchttürme (polnisch: Park Miniatur Latarni Morskich) ist ein Miniaturenpark in Niechorze an der Ostsee in Polen, in dem es maßstabsgerechte Nachbauten vieler polnischen Leuchttürme zu sehen gibt. Der Park ist eine Filiale des Miniaturparks der Baudenkmäler Niederschlesiens in Kowary.

## Modelle
Im Park sind derzeit 29 Modelle ausgestellt. Diese sind im Maßstab 1:10 nachgebaut. Neben den derzeit bestehenden Leuchttürmen wurden auch historische Leuchttürme an der polnischen Küste nachgebaut. Zu den Modellen im Park gehören:
- Feuerblüse
- Krynica Morska (1951–)
- Alter Leuchtturm Krynica Morska (1895–1945 zerstört)
- Port Północny in Danzig (1984–)
- Leuchtturm Mole Danzig (1842–)
- Nowy Port in Danzig (1894–1984)
- Sopot (1903–1957)
- Gdynia Oksywie (1877–1933, 1939 zerstört)
- Hel (1827–1939)
- Góra Szwedów  (1936–1990)
- Jastarnia (1938–1939 zerstört) (1950–)
- Jastarnia Bór (1872–1936, 1939 zerstört)
- Rozewie Nova (1878–1910)
- Alter Leuchtturm Rozewie (1822–)
- Stilo (1906–)
- Czołpino (1875–)
- Ustka (1892–)
- Jarosławiec (1838–)
- Darłowo (1885–)
- Gąski (1878–1945, 1947–)
- Kołobrzeg (1866–1899) (1909–1945) (1948–)
- Niechorze (1866–1945) (1948–)
- Kikut (1826–1961) (1962–)
- Świnoujście (1859–)
- Stawa Młyny in Świnoujście (1877, 1902–)
- Feuerschiff Adlergrund (1913–1945 versenkt, 1953 gehoben u. verschrottet)
- Arctowski in der polnischen Arctowski-Station in der Antarktis
- Hornsund in der polnischen Hornsund-Polarstation auf Spitzbergen in der Arktis
- Feuerblüse im Maßstab 1:1